# Flugplatz Kastelli

i7
i11
i13
Der Flugplatz Kastelli (englisch Kastelli Airport; griechisch Αεροδρόμιο Καστελλίου, (ICAO-Code: LGTL)) ist ein Militärflugplatz der Griechischen Luftwaffe bei der Stadt Kastelli auf der griechischen Insel Kreta.

## Geschichte

### Zweiter Weltkrieg
Die Arbeiten am Flugplatz wurden von den Briten im Frühjahr 1941, während des Zweiten Weltkriegs begonnen, um Landeplätze für die Royal Air Force zu schaffen. Nach der Eroberung Kretas durch die Wehrmacht, setzte die deutsche Luftwaffe den Bau fort, der endgültig erst 1943 abgeschlossen wurde. Ab Dezember 1941 war eine Fliegerhorstkommandantur auf dem Flugplatz stationiert und der militärische Flugbetrieb begann. Am 9. Juni 1942 hatten britische Kommando-Einheiten als Teil der Operation Albumen auf dem Flugplatz Sabotageaktionen durchgeführt. Sie zerstörten und beschädigten insgesamt 29 Flugzeuge. Eine weitere Sabotageaktion fand am 4. und 5. Juli 1943 erfolgreich statt. Im September 1944 zog sich die Fliegerhorstkommandantur von der Insel Kreta zurück. Damit endete die militärische Nutzung durch die deutsche Luftwaffe.
Folgende fliegende Einheiten (ohne Schul- und Ergänzungsverbände) der Luftwaffe der Wehrmacht waren hier zwischen 1942 und 1944 stationiert.
| Von            | Bis           | Einheit                         | Ausrüstung                       |
| -------------- | ------------- | ------------------------------- | -------------------------------- |
| März 1942      | März 1943     | Korpskette/X. Fliegerkorps      |                                  |
| Mai 1942       | April 1943    | 2./Fernaufklärungsgruppe 123    | Junkers Ju 88                    |
| Mai 1942       | Juni 1943     | Wetterkette Kreta               |                                  |
| August 1942    | November 1942 | III./Zerstörergeschwader 26     | Messerschmitt Bf 110             |
| September 1942 | November 1942 | 10./Zerstörergeschwader 26      | Junkers Ju 88C-6, Dornier Do 17Z |
| November 1942  | März 1943     | III./Jagdgeschwader 27          | Messerschmitt Bf 109F-4 trop     |
| Juni 1943      | August 1943   | 13./Sturzkampfgeschwader 151    | Junkers Ju 87D-3                 |
| Oktober 1943   | November 1943 | Teile der III./Lehrgeschwader 1 | Junkers Ju 88A-4                 |
| Juli 1944      | August 1944   | 5./Jagdgeschwader 51            | Messerschmitt Bf 109G-6          |

### Ausbau zum neuen Flughafen Iraklio
Bei Kastelli entsteht ein neuer Flughafen, der nach seiner Fertigstellung den Nikos Kazantzakis-Flughafen ersetzen soll. Die Ausschreibung des Flughafenbaus wurde für April 2014 angekündigt. Der neue Airport soll zwischen 700 und 800 Millionen € kosten und für 35 Jahre an die erbauende Firma verpachtet werden. Auf seinem zweitägigen Besuch in Griechenland zeigte der chinesische Regierungschef Interesse, sich am neuen Flughafen zu beteiligen.
Das Konsortium um das griechische Unternehmen GEK Terna und die indische GMR Group erhielt 2017 den Zuschlag zum Ausbau und Betreiben des neuen Flughafens.
Die Bauphase soll circa fünf Jahre dauern und der Ausbau 2027 abgeschlossen werden.  Es sollen rund elf Millionen Passagiere pro Jahr abgefertigt werden können.
Im Januar 2020 genehmigte die Europäische Investitionsbank einen Kredit für den bald startenden Ausbau des Flughafens. Bereits 2019 wurde dafür das griechisch-indische Konsortium Ariadne Airport Group ausgewählt. Die Baukosten sollen 517 Millionen Euro betragen, die Fertigstellung soll 2027 erfolgen.
Am 8. Februar 2020 legte der griechische Ministerpräsident Kyriakos Mitsotakis den Grundstein für den Bau.